# Danica Kragić
Danica Kragić Jensfelt ([dànitsa krágitɕ jɛnsfɛlt]), född den 10 augusti 1971 i Rijeka i Jugoslavien (nuvarande Kroatien), är en svensk professor i datalogi vid Skolan för elektroteknik och datavetenskap vid Kungliga Tekniska högskolan i Sverige. Hon förestår Centrum för autonoma system vid skolan och forskar i datorseende och robotik.

## Biografi
Danica Kragić är född och uppvuxen i Kroatien där hon utbildade sig till civilingenjör i maskinteknik vid tekniska högskolan i Rijeka. Tidigt i sin karriär arbetade hon bland annat med robotdammsugare. Hon fick en doktorandtjänst i datalogi på Kungliga Tekniska högskolan år 1997 och disputerade i robotik år 2001 med avhandlingen Visual Servoing for Manipulation : Robustness and Integration Issues. Kragić har uppgett att hennes drivkraft är att bidra till att robotar i framtiden ska kunna ta över och utföra arbeten som är tråkiga eller farliga för människor att utföra.
År 2008 blev hon föreståndare för avdelningen Centrum för autonoma system, Computer Vision and Active Perception Lab, vid Kungliga Tekniska högskolan, vilket var den avdelning som hon doktorerade vid. Hennes tidiga forskning var inriktad på att lära robotar att utföra svåra uppgifter som kräver mycket finmotorik, som att plocka upp olika typer av föremål och göra något med dem. I senare forskning har Kragić forskat kring hur människa och robot kan interagera.
År 2011 invaldes hon som ledamot nummer 1627 av Kungliga Vetenskapsakademien samt blev en av de 22 första ledamöterna i deras nyinstiftade Sveriges unga akademi. 2015 invaldes hon som ledamot av Kungliga Ingenjörsvetenskapsakademien. Kragić är styrelseledamot för Institutet för Framtidsstudier och i Wallenbergstiftelsernas ägarbolag FAM samt SAAB. Hennes vetenskapliga publicering har (2020) enligt Google Scholar ett h-index på 59. Kragić är hedersdoktor vid Villmanstrands tekniska universitet.
Den 30 juni 2016 medverkade hon som sommarvärd i Sommar i P1. År 2018 utsåg Dagens Industri henne till Sveriges mäktigaste techkvinna.